# Soňa Gaborčáková
Soňa Gaborčáková (ur. 20 sierpnia 1977 w Lubowli) – słowacka polityk i pracownik socjalny, deputowana, w latach 2020–2023 sekretarz stanu, a w 2023 minister pracy, spraw społecznych i rodziny.

## Życiorys
Z wykształcenia i zawodu pracownik socjalny, absolwentka Uniwersytetu Mateja Bela w Bańskiej Bystrzycy. Doktoryzowała się w 2015 w zakresie pracy socjalnej na Uniwersytecie Katolickim w Rużomberku. Pracowała jako dyrektorka domu opieki w Lubowli. W 2014 zasiadła w radzie miejskiej rodzinnej miejscowości.
W wyborach w 2016 z ramienia ugrupowania Zwyczajni Ludzie i Niezależne Osobistości uzyskała mandat posłanki do Rady Narodowej. W 2019 związała się z Ruchem Chrześcijańsko-Demokratycznym. W marcu 2020 została sekretarzem stanu w ministerstwie pracy, spraw społecznych i rodziny. W maju 2023 stanęła na czele tego resortu w technicznym rządzie Ľudovíta Ódora. Funkcję ministra pełniła do października tego samego roku.